# Eloxochitán
Eloxochitán är en ort i Mexiko.   Den ligger i kommunen Tlatlauquitepec och delstaten Puebla, i den sydöstra delen av landet, 180 km öster om huvudstaden Mexico City. Eloxochitán ligger 1 615 meter över havet och antalet invånare är 362.
Terrängen runt Eloxochitán är bergig. Runt Eloxochitán är det ganska tätbefolkat, med 199 invånare per kvadratkilometer. Närmaste större samhälle är Teziutlan, 19,0 km sydost om Eloxochitán. I omgivningarna runt Eloxochitán växer huvudsakligen savannskog.